# Lippe (paderbornisches Adelsgeschlecht)

Wappen derer von der Lippe

Die Herren und Freiherren von der Lippe sind eine Familie des westfälischen Uradels aus dem Hochstift Paderborn.
Sie sind, trotz Namensähnlichkeit und örtlicher Nähe, nicht zu verwechseln mit den Edelherren, Grafen und Fürsten zur Lippe, insbesondere da einige illegitime Nachkommen des Hauses Lippe auch „von der Lippe“ genannt wurden.

## Geschichte

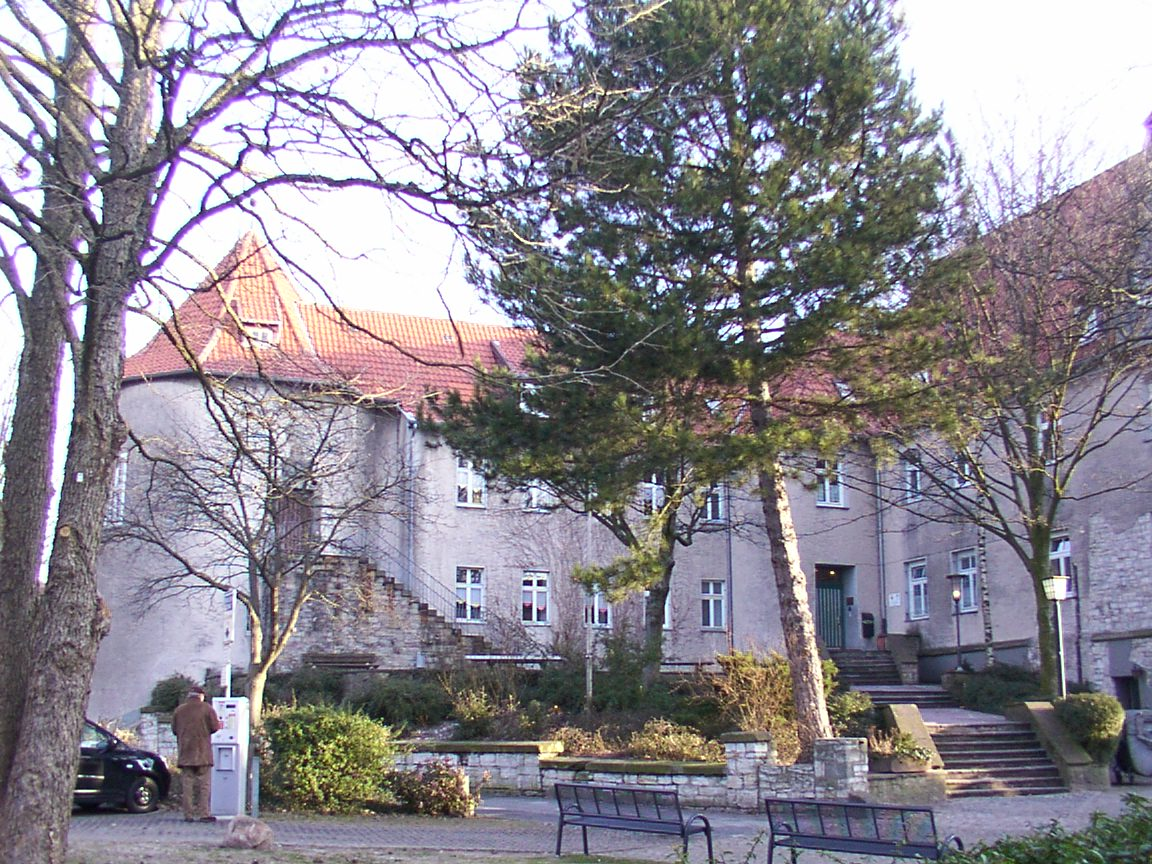
Heiersburg in Paderborn

Das Geschlecht erscheint urkundlich erstmals 1180 mit Henricus (I.) de Lippia, mit dem auch die Stammreihe beginnt. Für eine etwaige Abstammung von den Edelherren, Grafen und Fürsten zur Lippe (mit der lippischen Rose im Wappen) gibt es keine Beweise.
Geographischer Ursprung der Familie ist das Hochstift Paderborn. Die Herren und Freiherren stellten mehrere Jahrhunderte lang Domherren und andere Ministerialen für das Paderborner Domkapitel. Im Paderborner Dom sind heute noch mehrere Grabplatten und Epitaphe zu sehen. Der Domherr Anton Lothar erwarb 1692 die Heiersburg an der Stadtmauer, an der sich noch sein Wappenstein von 1693 befindet.
Im 14. Jahrhundert verlagerte sich der Schwerpunkt der Familie nach Vinsebeck. Die dortige Linie teilte sich in einen älteren Zweig (1767 erloschen) und einen jüngeren auf dem kleinen Hof (erloschen 1697). Der ersten gehörte Reineke von der Lippe (1548–1591) an; das gemeinsame Grab mit seiner Ehefrau Anna von Oeynhausen befindet sich noch in der Kirche von Vinsebeck. Die Jüngere Linie zu Vinsebeck begründete Bernd (1548–1608) mit seiner Frau Anna von der Borch zu Holzhausen.

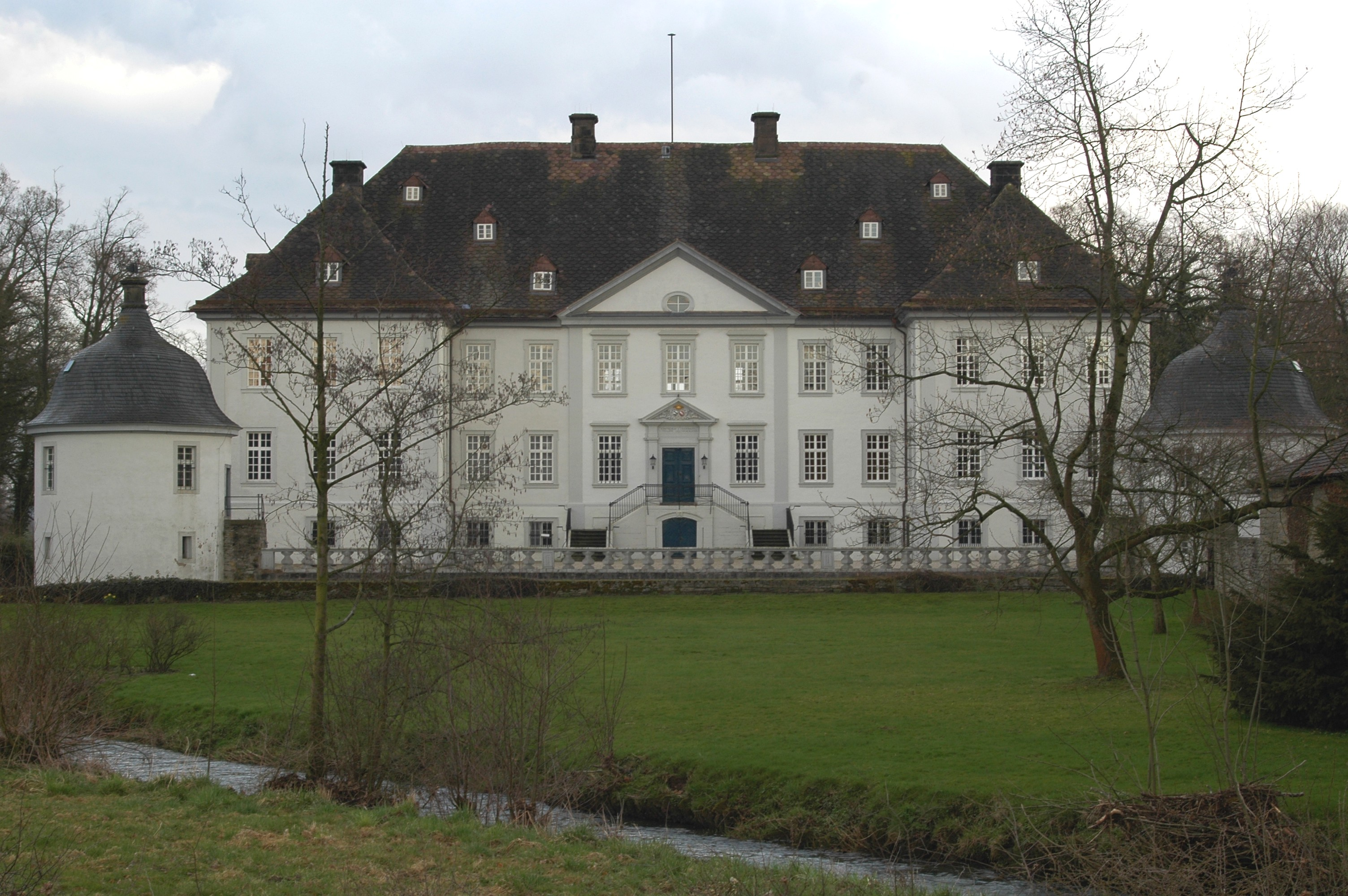
Schloss Vinsebeck

Der Vinsebecker Gutsherr und Drost Johann Friedrich Ignaz von der Lippe ließ 1720 das prächtige barocke Schloss Vinsebeck vom Hildesheimer Baumeister Justus Wehmer errichten; dabei konnten ihm seine drei Brüder die finanziellen Mittel zur Verfügung stellen, Adolf Franz Friedrich, Ferdinand Ernst Adam und Mauritz Lothar, die allesamt Domherren in Paderborn waren und bei der Paderborner Bischofswahl im März 1719 dem Prinzen Philipp Moritz von Bayern und dann Clemens August von Bayern ihre Stimme gegeben hatten, wofür sie von den Häusern Wittelsbach und Habsburg fürstlich entlohnt wurden. Als Clemens August 1723 auch zum Kölner Kurfürst-Erzbischof gewählt wurde, ernannte er Adolf Franz Friedrich zum Geheimen Rat.
Im Jahre 1767 fiel mit dem Tod von Moritz Anton Johann Victor Freiherr von der Lippe (1714–1767) das Schloss mit den dazugehörigen Besitztümern an die Grafen Wolff-Metternich zur Gracht. Um 1795 klagte die Wintruper Linie der Herren von der Lippe gegen die Grafen Wolff-Metternich um den Besitz Vinsebeck. Sie gingen gegen einen Familienvertrag von 1767 an, der das Schloss den Wolff-Metternich vererbte, was gegen den Status der Herrschaft als paderbornisches Mann- und Stammlehen verstoßen habe. Der erfolglose Prozess zog sich über 40 Jahre hin.
Die Hauptreferenz für die Familiengeschichte ist die dreibändige Familienchronik Die Herren und Freiherren von der Lippe von Viktor Freiherr von der Lippe zu Wintrup (1875–1960) unter Mitwirkung von Friedrich Philippi aus den Jahren 1921 bis 1923.

## Wappen
Das Stammwappen zeigt in Silber zwei schwarze Turnierkragen, der obere mit fünf, der untere mit vier Lätzen. Auf dem Helm mit schwarz-silbernen Decken das Schildbild zwischen offenem silbernem Flug.
Das freiherrliche Wappen ist in der Familienchronik wie folgt beschrieben: „Ein silberner Schild, in welchem übereinander zwei schwarze Turnierkragen, der obere mit fünf, der untere mit vier Lätzen, zu sehen sind. Auf dem Hauptrande des Schildes ruht die goldene Freiherrenkrone mit sieben sichtbaren Perlenzinken, überhöht von einem offenen Turnierhelm mit schwarzsilbernem Wulst und ebensolchen Helmdecken. Als Helmkleinod dient ein offener silberfarbener Adlerflug, dem oben zwei, den im Schilde ersichtlichen ähnliche Turnierkragen eingestellt sind.“

## Linien
Folgende Linien sind dokumentiert:

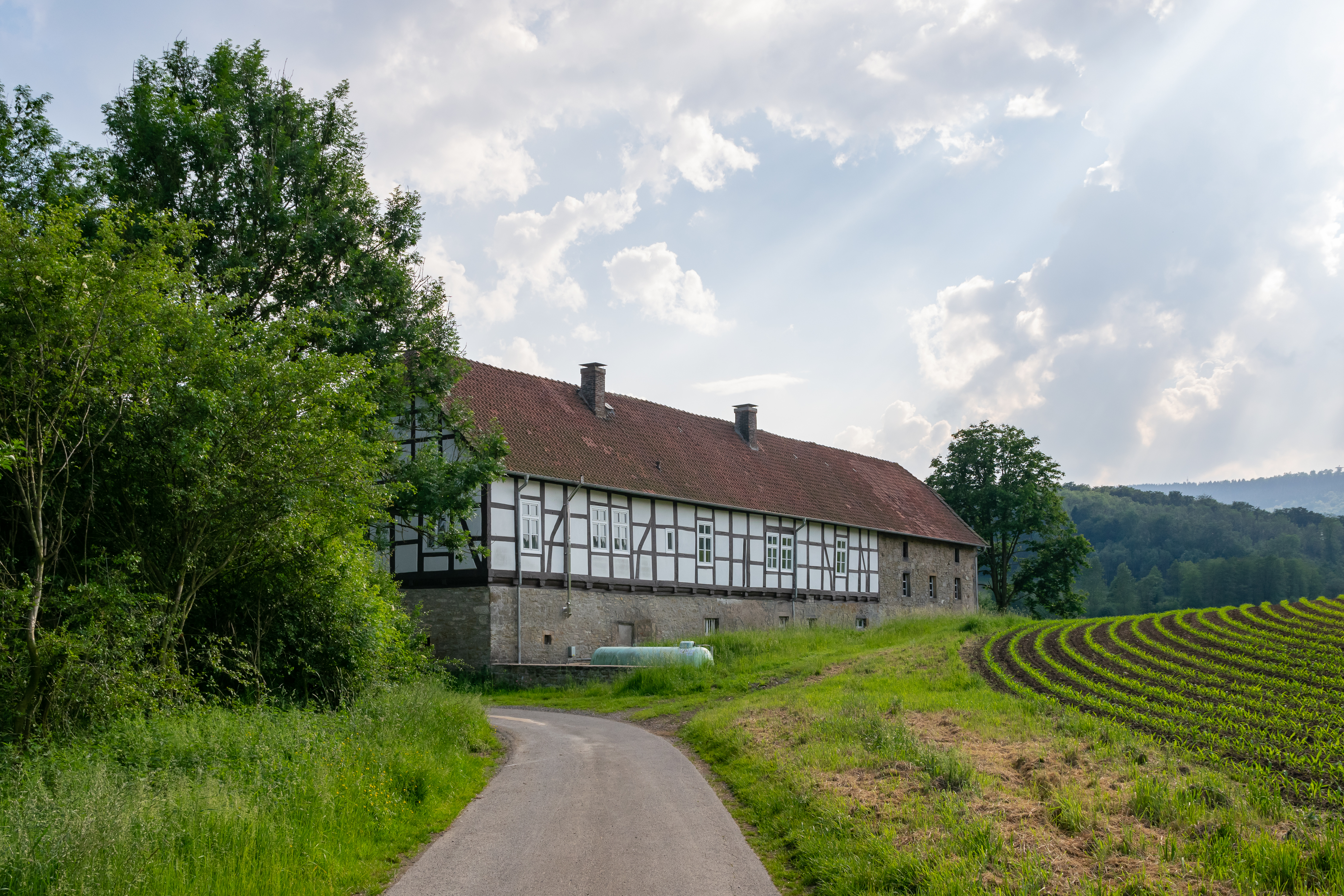
Gut Wintrup

- Ältere Linie zu Vinsebeck (erloschen 1767)
- Jüngere Linie zu Vinsebeck (erloschen 1697)
- Nebenlinie zu Godelsheim (erloschen 1759 [?])
- Linie zu Wintrup (bei Sandebeck)
- Nebenlinie zu Ottenhausen (erloschen 1736)
- Nebenlinie in Dänemark (erloschen 1785)
- Nebenlinie zu Sandebeck

Eine direkte Abstammung weiterer Familien von diesem Stamm ist nicht eindeutig gesichert, aber es existieren Hinweise darauf. Dazu gehören die „von der Lippe“ aus Oldenburg, Norwegen und Nordamerika.

## Personen
- Adolf Franz Friedrich von der Lippe (1672–1752), deutscher Domherr
- Adolf von der Lippe (1845–1919), preußischer Generalmajor
- Jürgen von der Lippe gehört nicht zu dieser Familie